# 富岡村 (愛知県)
富岡村（とみおかむら）は、愛知県八名郡にかつてあった村。
現在の新城市の一部（富岡・小畑・黒田・中宇利など）に該当する。

## 歴史
- 1695年（元禄8年） - 下宇利村から半原村が分村[1]。
- 1875年（明治8年） - 半原村、下宇利村が合併し、富岡村となる。
- 1889年（明治22年）10月1日 - 富岡村、小畑村、黒田村、中宇利村が合併し、富岡村が合併し、富岡村が発足。
- 1906年（明治39年）7月1日 - 長部村と合併し、八名村発足。同日富岡村は廃止。